# Аджия, Божидар
Божидар Аджия (серб. Божидар Аџија; 24 декабря 1890, Дрниш, Австро-Венгрия, — 9 июля 1941, Загреб, Хорватия) — югославский левый политический деятель и публицист.

## Биография
Отцом Аджии был хорват, а мать — сербка (Елена Дерета).
Учился в Праге, где получил степень кандидата права. Участвовал в Первой мировой войне. После её окончания вернулся в Дрниш и был избран в Народное вече СХС. Состоял в левых социал-демократических организациях.
Работал редактором газеты «Слобода» и редактором отдела социальной политики газеты «Земальске владе». В своей деятельности уделял особое внимание объединению рабочих в профсоюзы, защите их прав и повышению качества образования. В 1926—1927 годах издавал альманах «Радничке читаонице и библиотеке». В 1935 году вступил в Коммунистическую партию Югославии и был избран председателем Союза трудового народа.
Совместно с Огненом Прицей редактировал журналы: «Знаност и живот», «Култура», «Израз», «Кньижевни савременик» и «Наше новине».
Неизменно выступая за улучшение положения рабочих, активно сотрудничал в загребской газете «Радничка комора». Одним из первых предупреждал об опасности фашизма и боролся против ортодоксального коммунизма. Автор многочисленных книг и статей по вопросам философии, политики, экономики и общества.
В ночь с 30 на 31 марта 1941 года был арестован и заключен в лагерь Керестинац. 9 июля того же года расстрелян усташами вместе с Отокаром Кершовани, Огненом Прицей, Виктором Розенцвейгом и ещё 6 коммунистами.
26 июля 1945 года Аджии было посмертно присвоено звание Народного героя Югославии.

## Сочинения
- Капитализам и социјализам, 1920.
- Међународна организација рада, 1926.
- Десет година руске револуције, 1928.
- Од Платона до Маркса, 1929.
- Чланци и расправе, 1952.
- Избор чланака, 1961.